# Омськ-Північний (аеродром)
Омськ-Північний — військовий аеродром спільного базування в Омську. Розташований на східній околиці міста, поблизу селища Осташкове. Перебуває у віданні Міністерства оборони Російської Федерації (Міноборони Росії), експлуатується також Роскосмосом та Мінпроменерго Росії.
Аеродром «Омськ (Північний)» 1 класу, повітряні судна, що приймаються: Іл-76, Ту-154 і всі більш легкі, а також гелікоптери всіх типів.
На аеродромі базувалася 105-а окрема змішана авіаційна ескадрилья авіації РВСП (літаки Ан-26, вертольоти Мі-8), окрема військово-транспортна авіаційна ескадрилья 242 навчального центру ВДВ ЗС Росії, льотно-випробувальна станція ВО «Полет». Раніше на аеродромі базувався 64 іап ППО ЗС Росії, розформований у 1998 році (літаки Ту-128, МіГ-31).
У 2002 році планувалося, що аеродром реконструюють під програму випуску літаків Ан-70 і приймання Ан-124 «Руслан», які постачатимуться з України й остаточно збиратимуться в Омську на базі ПО «Політ». Зважаючи на це, планувалося, що аеродром майже одразу набуде статусу міжнародного, буде побудовано митний термінал зі складом великогабаритних вантажів; буде оновлено радіолокаційне та електронне обладнання для безпечного зльоту та посадки «Русланів»; повністю реконструюють та збудують нові рульові доріжки; збудують один із найбільших за Уралом критий аеродромний цех для передпольотного обслуговування, доведення Ан-70 та аналогічних літаків. Планувалося, що розміри цеху (100 х 80 м) перевищать розміри найбільшого складального цеху № 66 на «Польоті», а будівництво нового аеродромного комплексу дасть змогу створити близько 500 робочих місць. Фінансування проєктів реконструкції аеродрому та освоєння у виробництво Ан-70 на «Польоті» вартістю 200 мільйонів доларів мало бути федеральним, проте було відсутнє. Згодом Росія відмовилася від реалізації цього проєкту.
З 1996 по 2007 роки аеродром використовували також як аеропорт: його було допущено до приймання чартерних рейсів цивільної авіації.